# Конная статуя Великого курфюрста
Конная статуя Великого курфюрста (нем. Reiterstandbild des Großen Kurfürsten) — бронзовый конный монумент бранденбургского курфюрста Фридриха Вильгельма I, который известен как Великий курфюрст,  установленный в Берлине. Монумент представляет одно из самых значительных произведений барочной скульптуры в Европе. Начатый в 1696 году Андреасом Шлютером и отлитый из бронзы Иоганном Якоби в 1700 году, он был возведен в 1703 году на Длинном мосту в Берлинском дворце. После того, как во время Второй мировой войны он был передан на аутсорсинг, в 1952 году он был переустановлен в главном дворе дворца Шарлоттенбург. В связи с реконструкцией Берлинского дворца в качестве места проведения форума Гумбольдта возникла дискуссия о его переустановке на прежнее место.

## Описание
Конная статуя Великого курфюрста представляет собой большую бронзовую скульптуру, созданную по образцу конной статуи Марка Аврелия. Её высота 5,60 метров, из которых 2,90 метра приходится на бронзовую фигуру, а 2,70 метра — на пьедестал. Изображен великий курфюрст, сидящий на своем иноходном коне, наполовину в римской одежде, наполовину в соответствии со вкусом своего времени. Он носит латные доспехи на груди и парик аллонж на голове. Правая рука держит командный жезл, левая — поводья. В отличие от величия курфюрста, по углам пьедестала стоят четыре невольника, от которых исходит большое волнение. Они представляют врагов, с которыми сражался и коих побеждал Великий курфюрст. Согласно другому прочтению, рабы символизируют поморские города Балтийского моря, завоеванные Швецией в ходе датско-шведской войны с 1674 по 1679 год.
Конная статуя Великого Курфюрста является крупнейшим произведением барочной скульптуры и может считаться одной из самых выдающихся в своем роде в мире.

## История создания

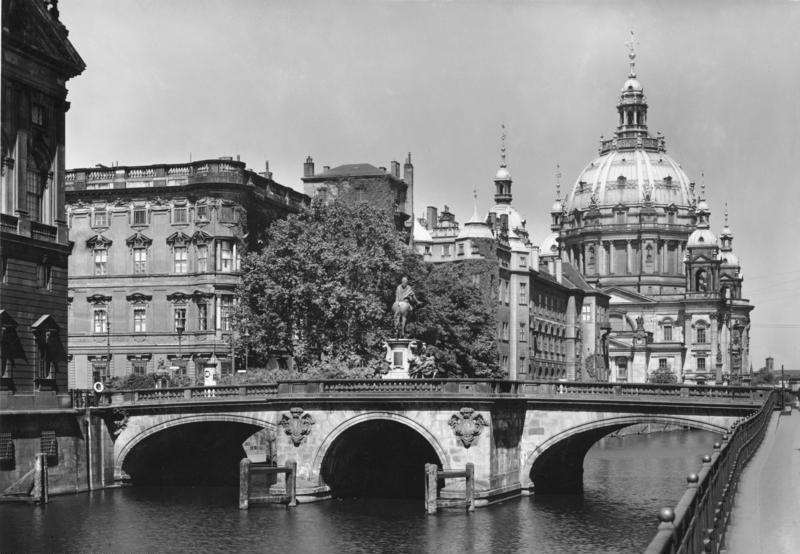
Конная статуя на мосте Курфюрста, за королевским дворцом и кафедральным собором

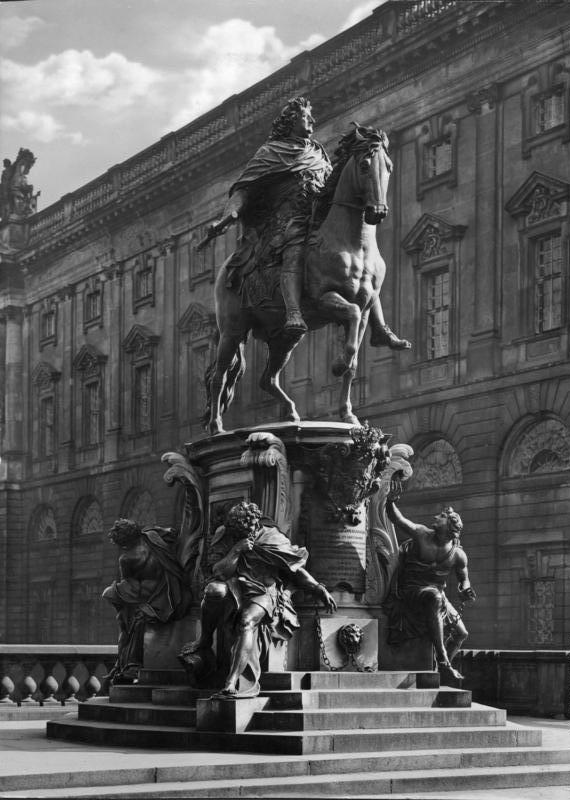
Статуя Великого курфюрста на исходном месте, позади — Новые королевские конюшни

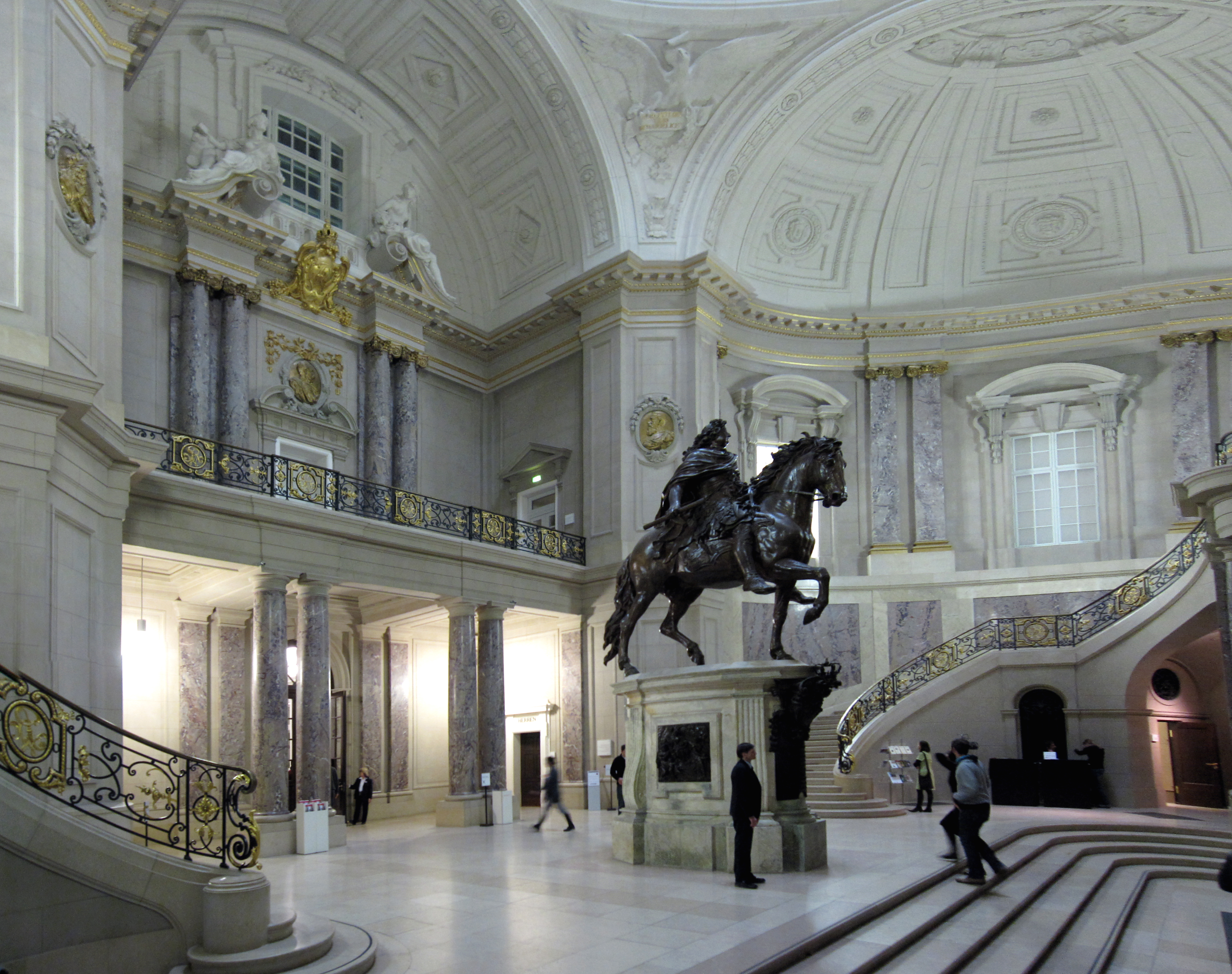
Копия бронзовой скульптуры на оригинальном мраморном пьедестале в вестибюле музея Боде.

Новое строительство Длинного моста через Шпре в непосредственной близости от Берлинского дворца, которое началось в 1692 году с закладки первого камня и было завершено в 1694 году, предложил курфюрст Фридрих III, сын великого курфюрста, а затем как Фридрих I, первый прусский король, получив возможность поставить памятник своему отцу.
Архитектор Иоганн Арнольд Неринг спланировал мост таким образом, чтобы центральный пролет моста был продлен вверх по течению. В результате была получена дополнительная площадь под конную статую.
Андреасу Шлютеру было поручено выполнить скульптурную группу. Иоганн Якоби начал отливку 22 октября 1700 года. 12 июля 1703 года, в день рождения Фридриха I, рядом с Длинным мостом была открыта бронзовая скульптура Великого курфюрста, стоящего на опоре собственного моста. Шлютер всё ещё работал над четырьмя невольниками в качестве угловых фигур основания в 1706 году, а Якоби всё ещё был занят их отливкой в 1708 году.
Шлютер изобразил Великого курфюрста, смотрящего на дворец, причем имелись осевые ссылки не только на дворец, но и на старый собор и конюшни. После того, как мост Курфюрста заменил Длинный мост, бронзовая скульптура Великого курфюрста осталась на своём месте посреди Шпре.
Из-за участившихся авианалётов союзников на Берлин в конце Второй мировой войны скульптура была снята со своей пьедестала в 1943 году и перевезена в порт Кетцин/Хафель на праме. После окончания войны, в январе 1946 года, по воде она была переправлена обратно в Берлин. Сначала была остановка в Борзигафене в районе Берлин-Тегель. Когда её должны были доставить на старое место зимой 1947/1948 годов в связи с предстоящим восстановлением моста Куурфюрста, тяжелая конная скульптура затонула вместе с четырьмя скульптурами невольников в озере Тегель, где она так и осталась лежать в полу глубоко в воде, пока её не спасли в ноябре 1949 года. Берлин был разделен, пока бронзолитейный завод Германн Ноак реставрировал скульптуры. В сентябре 1950 года Социалистическая единая партия ГДР (СЕПГ) в Восточном Берлине взорвала дворец, который можно было восстановить, тем самым ликвидировав не только барочную городскую обстановку в центре Берлина, но и главное архитектурное произведение Шлютера. Для Сената Западного Берлина о переносе памятника в восточный сектор теперь не могло быть и речи.
В декабре 1950 года Сенат решил временно установить конную статую Великого курфюрста в главном дворе дворца Шарлоттенбург по случаю Дня истории немецкого искусства в августе 1951 года. Также благодаря приверженности историка искусства Маргарет Кюн реконструкции дворца Шарлоттенбург памятник выставлен на своём нынешнем месте с июля 1952 года на копии оригинального мраморного пьедестала. Оригинальный пьедестал с 1904 года находится в большом купольном зале музея Боде, где в нём находится гальванопластическая копия конной статуи в натуральную величину.
Конная статуя Великого курфюрста была изображена на почтовой марке 1956 года выпуска номиналом 1 немецкая марка. В 1967 году на почтовой марке номиналом 20 пфеннигов появилась голова статуи.

## Обсуждение местоположения
В связи с реконструкцией Берлинского дворца с 1990-х годов ведётся дискуссия о возвращении конной статуи Великого курфюрста на прежнее место. Это было поддержано Международной комиссией экспертов по историческому центру Берлина, историком Гёц Али, ассоциациями Гражданский форум Берлина, Берлинский исторический центр и обществом исторический Берлин, а также ХДС Берлина. Строительство Ратушного моста в 2010-х годах предусматривало полный демонтаж, стоящего в Шпре, опорного речного столба, так что теперь на мост нельзя поставить тяжелую бронзовую скульптуру, да и конструкция моста для этого не предназначена.
Ряд искусствоведов также критикуют нынешнее расположение памятника перед дворцом Шарлоттенбург. «Простая архитектура летнего дворца» образует «едва достаточный фон для важной основной работы в стиле барокко» и не согласуется «ни с рангом дворца в избирательном и королевском представительстве».
Невыполненный план реконструкции Ричарда Эрмиша от 1946 года предусматривал переустановку конной статуи Великого курфюрста на восточной окраине Дворцовой площади.